# El Hamadna
El Hamadna, commune de la wilaya de Relizane, est une petite ville située entre Djidioua et Oued El Djemaa située au croisement de la Nationale 4, vers Relizane et la nationale 90A vers Mostaganem.La commune a une superficie de 120.72Km²  et comprend environ 20805 habitants selon le recensement de 2008.
Les terres de Hamadna se caractérisent par leur grande fertilité, ce qui contribue à la diversification des richesses agricoles, des fruits et légumes au coton, dont la production a commencé à s'améliorer.Grâce  à la station expérimentale et de recherche de Hamadneh .

## Géographie

### Localisation
| Ouled Sidi Mihoub | Ouled Sidi Mihoub | Djidiouia |
| Oued El Djemaa    | El Hamadna        | Djidiouia |
| Oued El Djemaa    | Beni Dergoun      | Djidiouia |

## Lieux-dits, quartiers et hameaux

### Quartiers
- Hmadna Bourokba

### Hameaux
- Khodem
- Tazeghat
- Ouled Benouali
- Draimia
- Nouaria
- Ouled Hmida
- Chouachia
- El gheraib
- Mezaria
- Mehaidia
- Soualem
- Ouled Slimane
- Touama
- Medadeha
- Chekairia
- Beraidjia
- Khodem Sidi Ali
- Khelaifia
- Rehehla
- Mehadenia
- EL Ababssa
- Ouled Abed
- El Menaceria
- El Ouacheria El Attaba
- Ouled Abed El Arbi

## Histoire

### Epoque coloniale
Le centre Hamadna fut établi selon le plan colonial en 1876 sur la rive droite de la vallée de la Khorara et était rattaché à la municipalité mixte d'In Kerman, aujourd'hui Oued Rhiou. Le colonisateur s'empara des terres appartenant à Akrama al-Sharaga, soumises à la loi du Conseil de 1867. De nombreuses familles originaires d'Alsace et de Lorraine résidaient dans le centre. Les autorités coloniales confisquèrent également de nombreuses terres appartenant à El-Mahaidi Oueld Seliman, Khaourara, Douar al-Suoalim et al-Mazainia.

## Culture

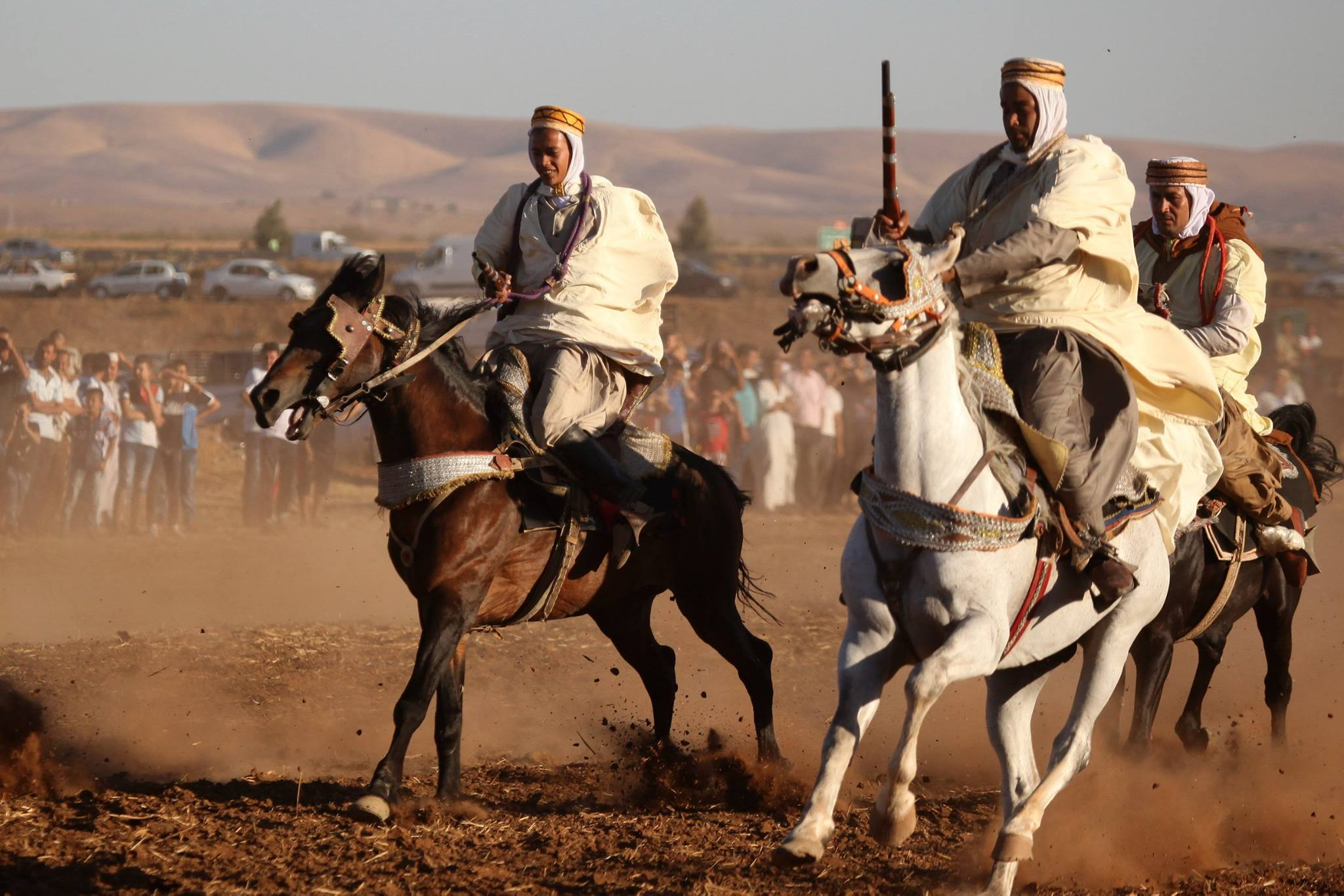
Waada El Hmadna

## Galerie

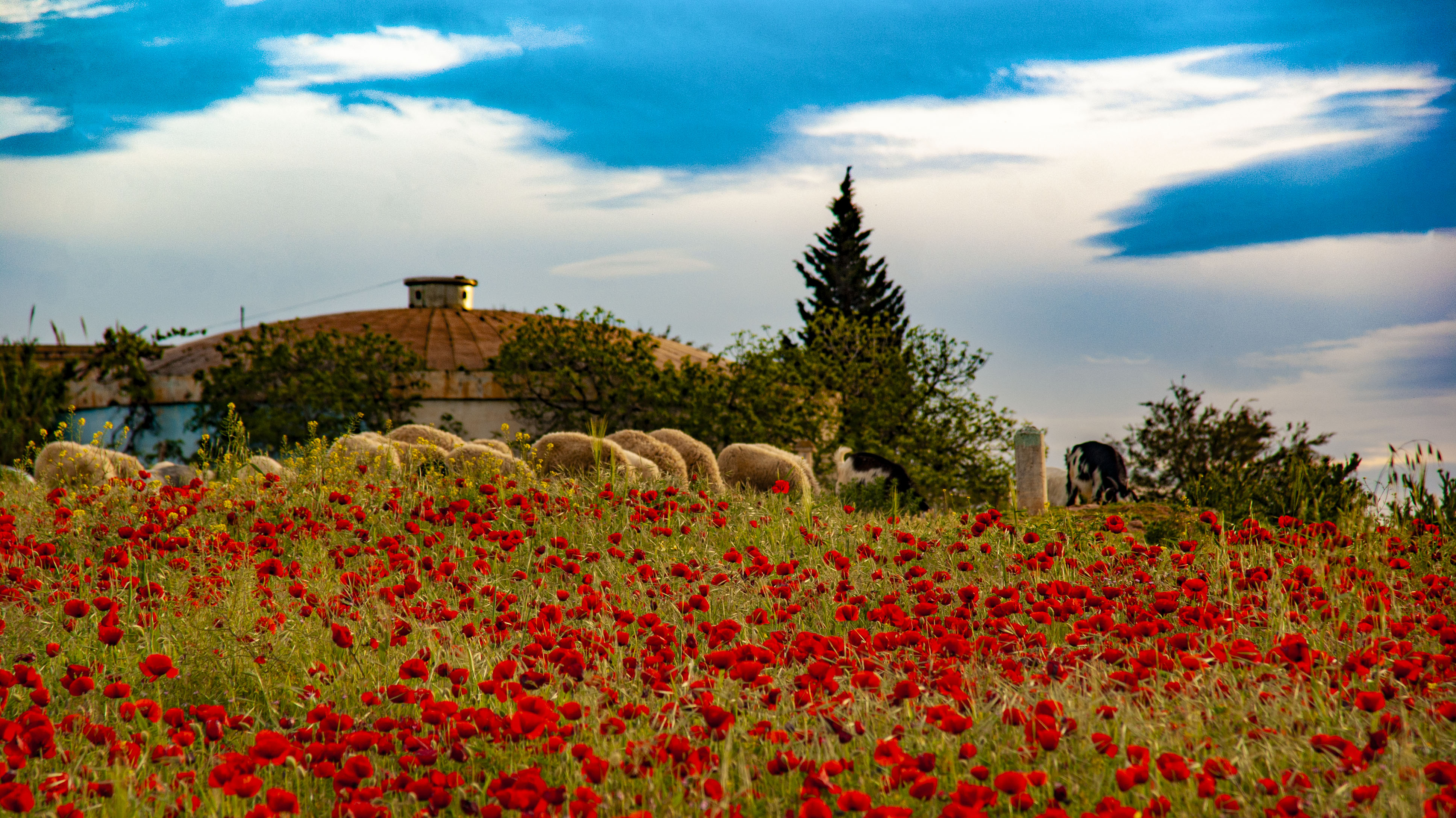
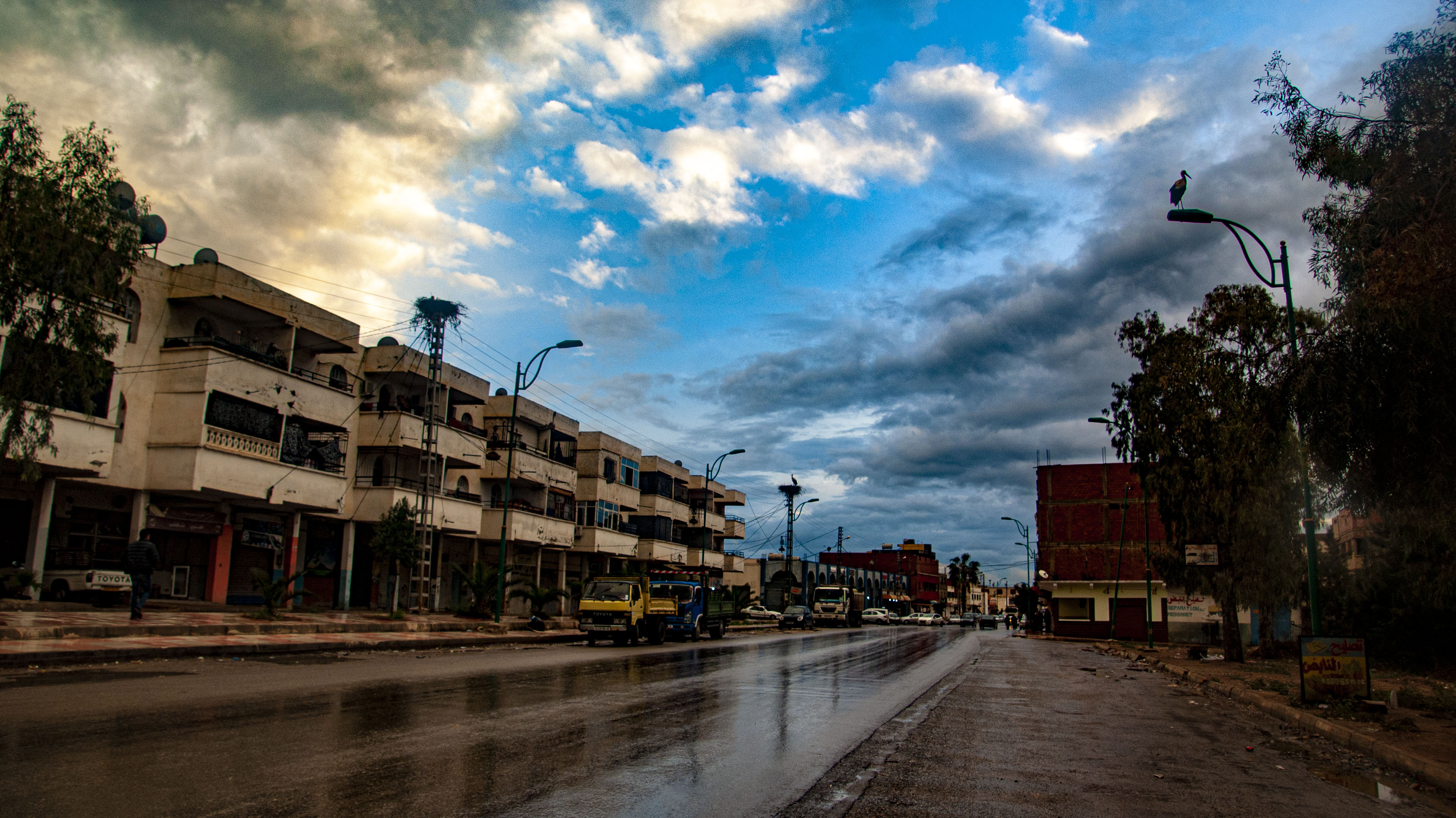
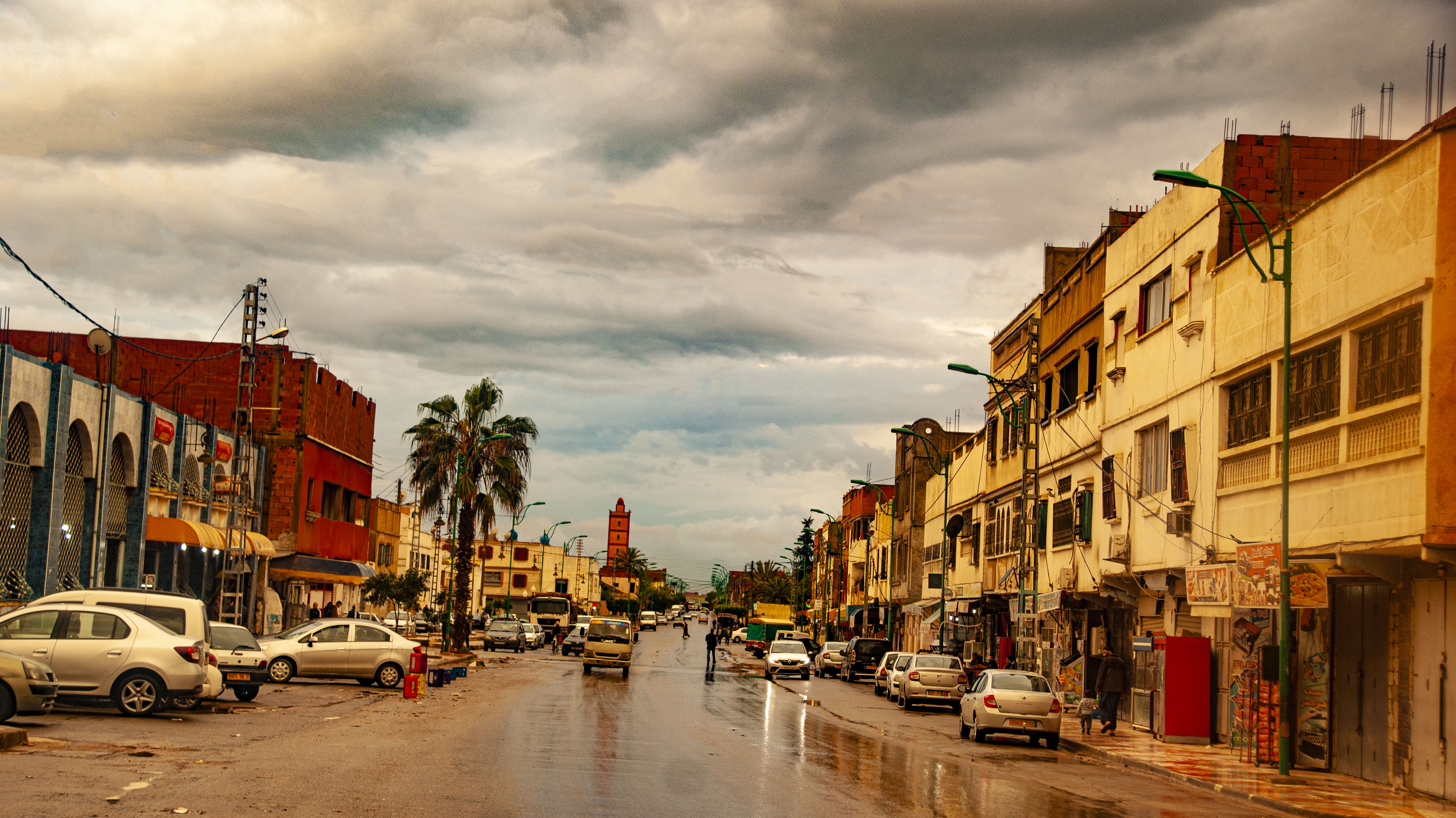
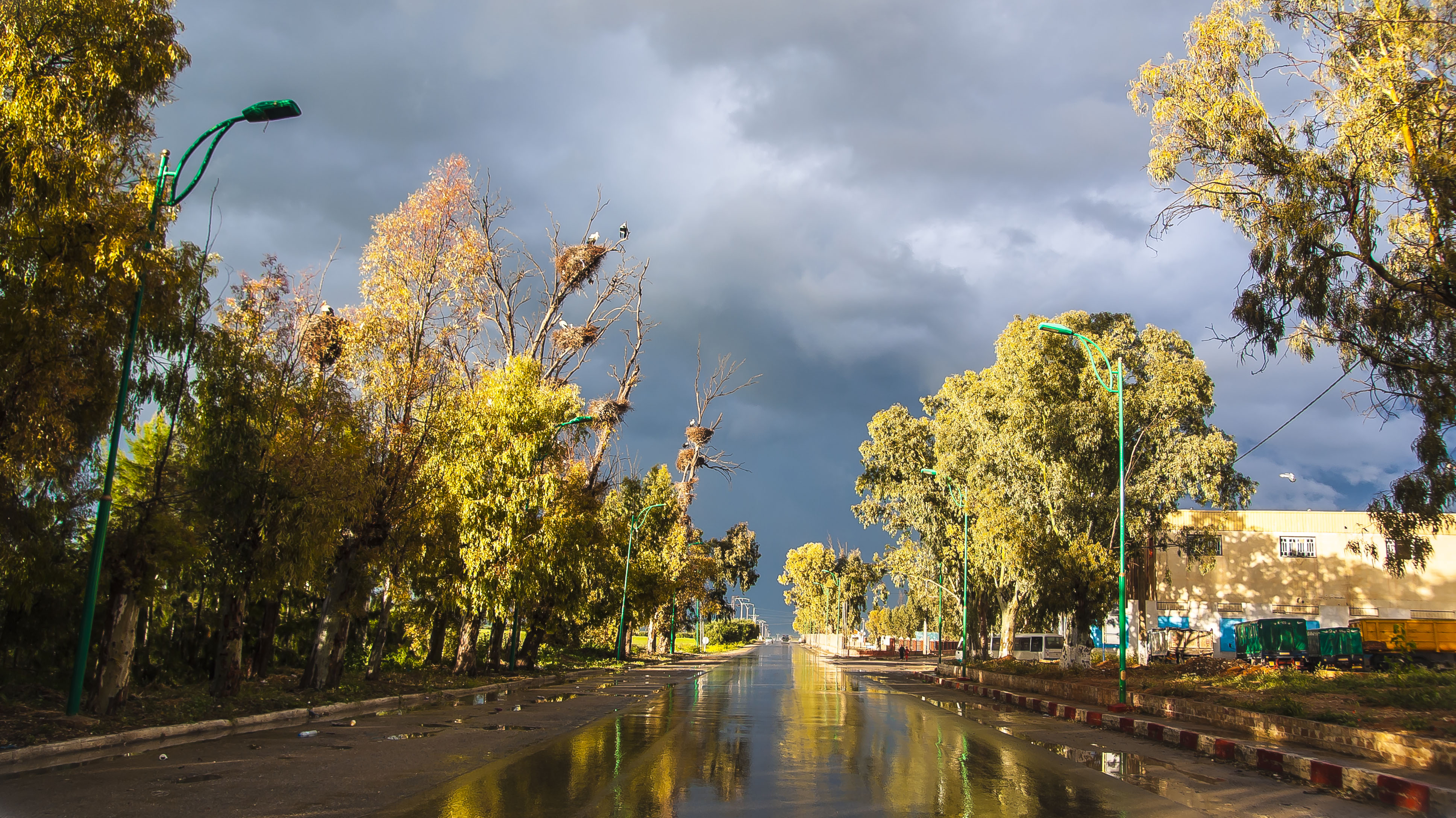

## Démographie
| 2008   | - | - | - | - | - |
| ------ | - | - | - | - | - |
| 20 805 | - | - | - | - | - |

## Transport

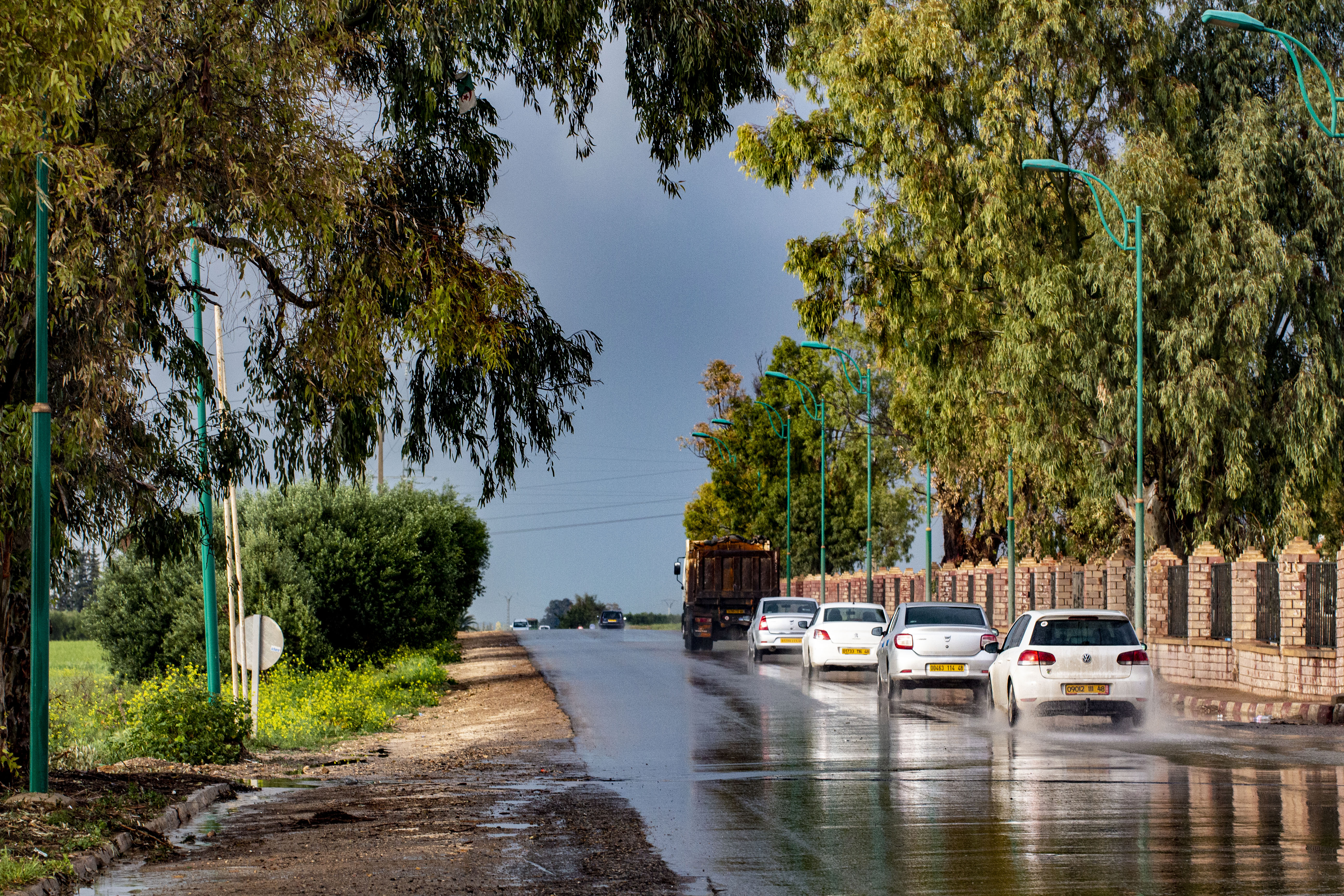
Route nationale N 04

- Route nationale N04
- W22
- Autoroute A90
- Autoroute Est - OuestA02

## Personnalités nées ou liées à Hamadna
- Mohamed Adar